# Toni Doblas
Antonio Doblas Santana, plus couramment appelé Toni Doblas, est un footballeur espagnol né le 5 août 1980 à Séville (Espagne) évoluant au poste de gardien de but de 1999 à 2018.
Doblas est actuellement l'entraîneur des gardiens de son club formateur du Betis Séville.

## Biographie
Gravement blessé lors de la saison 2007-2008, il est éloigné six mois des terrains. Lui qui devait faire concurrence à Ricardo, pour le poste de titulaire doit se contenter de n'être que remplaçant à son retour en avril 2008. Il signe finalement au Real Saragosse pour retrouver un temps de jeu satisfaisant en deuxième division division espagnole. Libre il rejoint le Napoli fin février 2014 et sera la doublure de Pepe Reina jusqu’à la fin de la saison 2013-2014.
Après l'annonce de son départ en retraite en 2019, Doblas devient entraîneur des gardiens de son club formateur du Betis Séville le 22 juin 2020.

## Palmarès
Betis Séville
- Vainqueur de la Coupe du Roi en 2005.

## Statistiques
Le tableau ci-dessous récapitule les statistiques en match professionnel de Toni Doblas :
| Saison                | Club                  | Championnat           | Championnat | Championnat | Coupe(s) nationale(s) | Coupe(s) nationale(s) | Compétition(s) continentale(s) | Compétition(s) continentale(s) | Compétition(s) continentale(s) | Total | Total |
| Saison                | Club                  | Division              | M.          | B.          | M.                    | B.                    | Comp.                          | M.                             | B.                             | M.    | B.    |
| 2003-2004             | Xerez CD              | 2                     | 4           | 0           | 2                     | 0                     | -                              | -                              | -                              | 6     | 0     |
| 2004-2005             | Betis Séville         | 1                     | 29          | 0           | 5                     | 0                     | -                              | -                              | -                              | 34    | 0     |
| 2005-2006             | Betis Séville         | 1                     | 25          | 0           | 5                     | 0                     | C1+C3                          | 7+1                            | 0+0                            | 38    | 0     |
| 2006-2007             | Betis Séville         | 1                     | 22          | 0           | 1                     | 0                     | -                              | -                              | -                              | 23    | 0     |
| 2007-2008             | Betis Séville         | 1                     | 1           | 0           | -                     | -                     | -                              | -                              | -                              | 1     | 0     |
| 2008-2009             | Real Saragosse        | 2                     | 14          | 0           | -                     | -                     | -                              | -                              | -                              | 14    | 0     |
| 2009-2010             | SD Huesca             | 2                     | 29          | 0           | -                     | -                     | -                              | -                              | -                              | 29    | 0     |
| 2010-2011             | Real Saragosse        | 1                     | 18          | 0           | 2                     | 0                     | -                              | -                              | -                              | 20    | 0     |
| 2011-2012             | Xerez CD              | 2                     | 36          | 0           | 1                     | 0                     | -                              | -                              | -                              | 37    | 0     |
| 2012-2013             | Real Saragosse        | 1                     | -           | -           | -                     | -                     | -                              | -                              | -                              | 0     | 0     |
| 2012-2013             | Khazar Lankaran       | 1                     | 7           | 0           | 3                     | 0                     | -                              | -                              | -                              | 10    | 0     |
| 2013-2014             | Khazar Lankaran       | 1                     | -           | -           | -                     | -                     | C3                             | 4                              | 0                              | 4     | 0     |
| 2013-2014             | SSC Naples            | 1                     | 2           | 0           | -                     | -                     | -                              | -                              | -                              | 2     | 0     |
| Total sur la carrière | Total sur la carrière | Total sur la carrière | 187         | 0           | 19                    | 0                     | -                              | 12                             | 0                              | 218   | 0     |